# Bad Freienwalde
Bad Freienwalde é um município da Alemanha, situado no distrito de Märkisch-Oderland, no estado de Brandemburgo. Tem 131,73 km² de área, e sua população em 2019 foi estimada em 12.304 habitantes.